# Gheorghe Tașcă

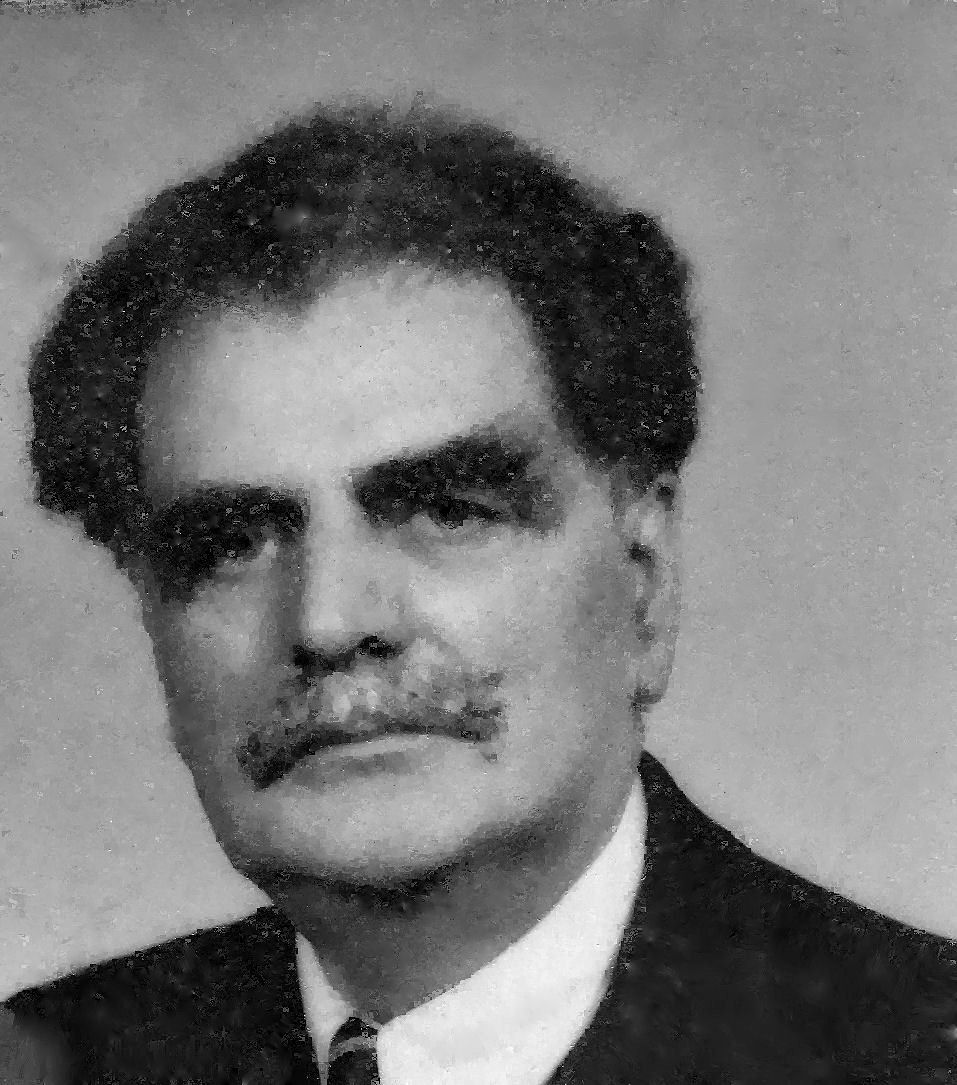
Gheorghe Tașcă (1942)

Gheorghe Tașcă (* 30. Januar 1875 in Bălăbănești (Galați); † 25. März 1951 im Gefängnis von Sighetu Marmației) war ein rumänischer Ökonom, Politiker und Diplomat.

## Werdegang
Er war der Sohn von Gheorghe I. Tașcă, einem Landbesitzer.
Nach dem Abitur am Gheorghe Roșca Codreanu-Gymnasium in Bârlad studierte er Rechtswissenschaft an der Universität Bukarest und schloss sein Studium mit der Bewertung „magna cum laude“ mit einer Arbeit über die Entwicklung des ländlichen Eigentums in Rumänien ab.
1927 erwarb Gheorghe Tașcă das Landgut Pochidia im Kreis Vaslui, wo er 1937 zur Errichtung der Kirche der Geburt der Muttergottes beitrug.
Von 1929 bis 1931 war er Professor für Volkswirtschaft und Rektor der Akademie für Handels- und Industriestudien in Bukarest (heute Bukarester Akademie für Wirtschaftsstudien).
Er war auch korrespondierendes Mitglied der rumänischen Akademie.
Auf dem Gebiet der Volkswirtschaft entwickelte demokratische Thesen gegenüber den Thesen von Mihail Manoilescu.
Vom 1. Mai 1930 bis 1. Mai 1932 war er Gesandter in Berlin.

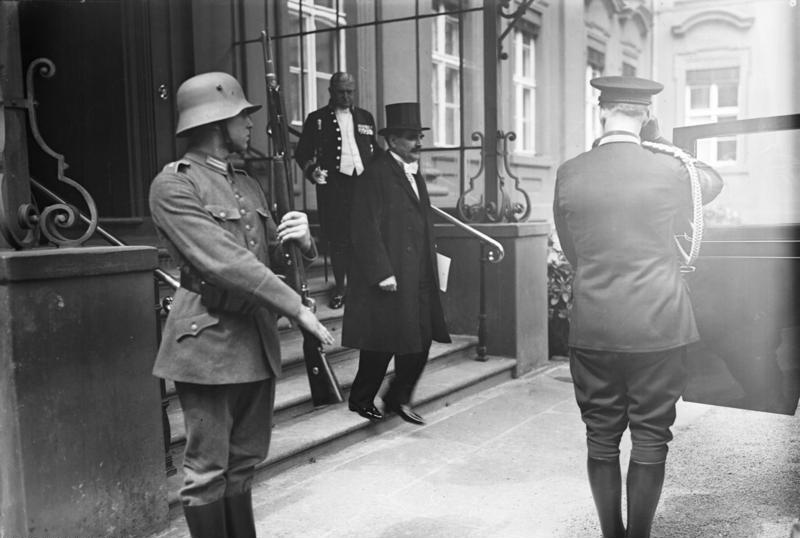
Der rumänische Gesandte in Berlin Dr. Georg Taşcă erlässt das Reichspräsidenten-Palais in der Berliner Wilhelmstraße, nachdem er von Reichspräsident von Hindenburg zur Überreichung seines Beglaubigungsschreibens empfangen wurde am 1. Mai 1930.

1950 wurde er von den kommunistischen Behörden verhaftet und starb am 25. März 1951 im Gefängnis von Gefängnis von Sighetu Marmației.
| Vorgänger               | Amt                                                           | Nachfolger              |
| ----------------------- | ------------------------------------------------------------- | ----------------------- |
| Nicolae Petrescu-Comnen | Rumänischer Botschafter in Berlin 1. Mai 1930 bis 1. Mai 1932 | Nicolae Petrescu-Comnen |